# Treulon
Der Treulon ist ein Fluss in Frankreich, der in der Region Pays de la Loire verläuft. Er entspringt im Gemeindegebiet von Torcé-Viviers-en-Charnie, entwässert generell in südwestlicher Richtung und mündet nach rund 38 Kilometern im Gemeindegebiet von Auvers-le-Hamon als linker Nebenfluss in die Erve. Auf seinem Weg durchquert der Treulon die Départements Mayenne und Sarthe.

## Orte am Fluss
- Blandouet
- Viré-en-Champagne
- Auvers-le-Hamon